# 민족정기를 세우는 국회의원모임
민족정기를 세우는 국회의원모임(약칭:민족정기의원모임)은 대한민국 국회 의원들 가운데 친일파 청산 및 독립 정신 선양, 일본의 군국주의 부활 반대, 현대사의 재조명 등의 문제에 관심을 가진 사람들이 2001년 조직한 단체이다.
제1기 회원은 30명이었으나 2명이 추후 사퇴하여 28명이 남았으며, 2004년부터 활동을 개시한 제2기 회원은 71명으로 시작했다. 초대 및 제2대 회장은 김희선이 맡았다.
2002년 광복회와 함께 친일파 708인 명단을 발표했고, 2004년에는 가칭 친일진상규명법 발의를 위해 공청회를 개최했다. 친일 반민족 행위자 재산환수 특별법 제정을 위해 서명 운동을 벌이고 있다.
민족정기를 세우는 국회의원모임(이하 민세모), 민세모는 소위 친일파 청산 및 독립 정신 선양, 일본의 군국주의 부활 반대, 현대사의 재조명 등의 문제에 관심을 가진 의원들이 2001년 만든 모임이다.
민세모의 제2대 회장 김희선 열린우리당(민주통합당 전신) 전(前) 의원의 부친 김일련은 독립군을 탄압했던 일제치하 만주국 유하경찰서에서 독립군을 때려잡는 특무(特務)였다.

## 친일파 고발 예시
일본 경찰보다 더 악랄했던 조선 순사 하판락, 하판락이 이같은 악명을 얻게 된 계기는 1930년대 말 신사참배를 거부한 기독교인 수십명을 집단 고문하면서부터였다고 한다. 같은 동족의 몸에 심한 고문을 서슴지 않았던 하판락은 잔혹한 고문 덕에 하판락은 높은 자리로 승진해 나갔다.
친일 경찰 하판락은 해방후에도 미 군정의 '일제 관리 재등용 정책'에 따라 여전히 경찰로 근무했다. 그러면서 일본인 적산 처리에 관여하며 더 많은 부를 축적할 수 있게 되었다. 또한 1946년 6월에는 경남 경찰청 수사과 차석으로 승진되었다.
그러한 하판락에게 잠시나마 역사적 단죄가 찾아온 것은 1949년이었다. 하판락이 부산에서 반민특위에게 체포된 것이다. 하판락의 고문으로 사망한 독립투사 여경수의 어머니가 그를 반민특위에 고발했기 때문이었다. 1949년 당시 고원섭이 쓴 <반민자 죄상기>에 따르면 하판락을 체포한 반민특위가 그를 서울로 압송하려 하자 "당장 여기서 우리들이 처리하겠으니 맡겨 달라"며 부산시민들이 애원할 정도로 하판락에 대한 분노가 충천했다고 기록되어 있다.
하지만 거기까지였다. 서울로 압송되어 반민특위에 의해 강도높은 조사를 받았으나 하판락은 끝내 자신이 한 독립투사 살해 및 착혈 고문 사실 등을 끝끝내 부인했다. 그러다가 1949년 6월 6일 이승만의 사주를 받은 친일 경찰이 반민특위 사무실을 습격하는 사건 발생후 반민특위가 사실상 무력화되면서 하판락은 병보석으로 석방되었다. 그 후 하판락은 일제 강점기부터 형성한 재력을 가지고 사업가로 변신, 엄청나게 많은 돈을 모았고 2003년 9월까지 향년 92세의 천수까지 누리며 살다가 죽었다. 친일파로서 가장 끝까지 살다가 떠난 이가 하판락이었다. 그래서 2002년 2월 '민족정기를 세우는 국회의원 모임'에서 친일파 708인 명단을 발표할 당시 명단에 든 대상자 중 유일하게 생존해 있던 친일파가 바로 하판락이었던 것이다.

## 모임 참여 국회의원 명단
제 1기 : 김부겸, 김성호, 김영환, 김태홍, 김효석, 김희선, 남경필, 배기선, 박상희, 박시균, 서상섭, 설송웅, 설훈, 송광호, 송영길, 신기남, 심재권, 안영근, 원유철, 이상수, 이종걸, 이창복, 이호웅, 임종석, 전갑길,
정동영, 정장선, 최용규
제 2기 : 강성종, 강혜숙, 고진화, 권오을, 김낙순, 김부겸, 김영춘, 김충환, 김태년, 김태홍, 김효석, 김희선, 노웅래, 노현송, 문병호, 문석호, 문학진, 박기춘, 박명광, 박상돈, 박영선, 송영길, 신중식, 안영근, 양승조, 양형일, 오영식, 오제세, 우상호, 우원식, 원혜영, 유선호, 윤원호, 윤호중, 이강래, 이광재, 이목희, 이미경, 이용희, 이인영, 이종걸, 이화영, 임종석, 장향숙, 전병헌, 정동채, 정세균, 정장선, 정청래, 제종길, 천정배, 최규식, 최용규, 최철국, 홍미영, 홍창선 (2012년 3월23일자 보도)

## 같이 보기
- 반민특위
- 곽상훈
- 이인
- 김상덕
- 김희선